# Bahnhof Wuppertal-Barmen

Der Bahnhof Wuppertal-Barmen (auch Barmer Bahnhof genannt) ist ein Wuppertaler Haltepunkt und ehemaliger Bahnhof an der Bahnstrecke Elberfeld–Dortmund. Das Empfangsgebäude steht unter Denkmalschutz. Ursprünglich war er der Hauptbahnhof der bis 1929 selbstständigen Stadt Barmen. Vor dem Krieg war er eine wichtige Schnellzugstation und hatte eine große Güterabfertigung, die Bedeutung verringerte sich nach dem Krieg zu Gunsten des Oberbarmer Bahnhofs und spätestens seit der Umbenennung des Elberfelder Bahnhofs in Wuppertaler Hauptbahnhof.

## Empfangsgebäude
Der rechteckige Muschelkalkbau in neoklassizistischen Formen ist neunachsig mit Pilastergliederung, dazwischen mit rundbogigen Fenstern über dem Sockelgeschoss. Von den beiden seitlich vorgezogenen fünfachsigen Risaliten mit vorgelagerten ionischen Säulen ist nach dem Krieg nur noch der westliche erhalten geblieben.
Über diesem Gebäudeflügel erhebt sich ein Portal mit flachem Dreiecksgiebel, hochrechteckigen Fenstern und Okuli in den Wandfeldern unter dem Gebälk. In dem Giebeldreieck befindet sich ein kleines Halbrundfenster.
Die mittlere Achse ist durch eine Uhr verziert, deren Buchstaben „Wuppertal Barmen“ die Ziffern ersetzen. Das Gebäude liegt dem ehemaligen Hotel und heutigen Seniorenzentrum Wuppertaler Hof gegenüber.

## Geschichte

### Eröffnung und erstes Empfangsgebäude

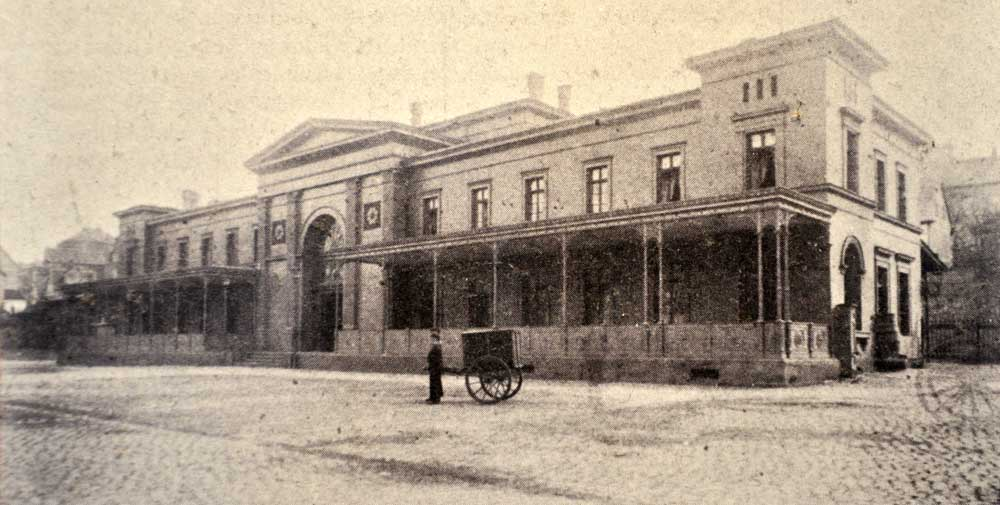
Erstes Empfangsgebäude, 1875

Ein erstes Empfangsgebäude wurde mit der Eröffnung der Bahnstrecken Schwelm-Elberfeld 1847 und Elberfeld–Dortmund 1849 als Bahnhof Barmen von der Bergisch-Märkischen Eisenbahn-Gesellschaft in Betrieb genommen.
Das Gebäude lag gegenüber der Hauptpost an der Winklerstraße, zu dem das erste Barmer Realgymnasium umgebaut wurde.
1905 erfolgte die Umbenennung in Barmen Hauptbahnhof.
Der erste Bau stand ein wenig östlicher als der heutige Bau und wurde 1913 abgerissen.

### Verlegung und Bau des neuen Empfangsgebäudes

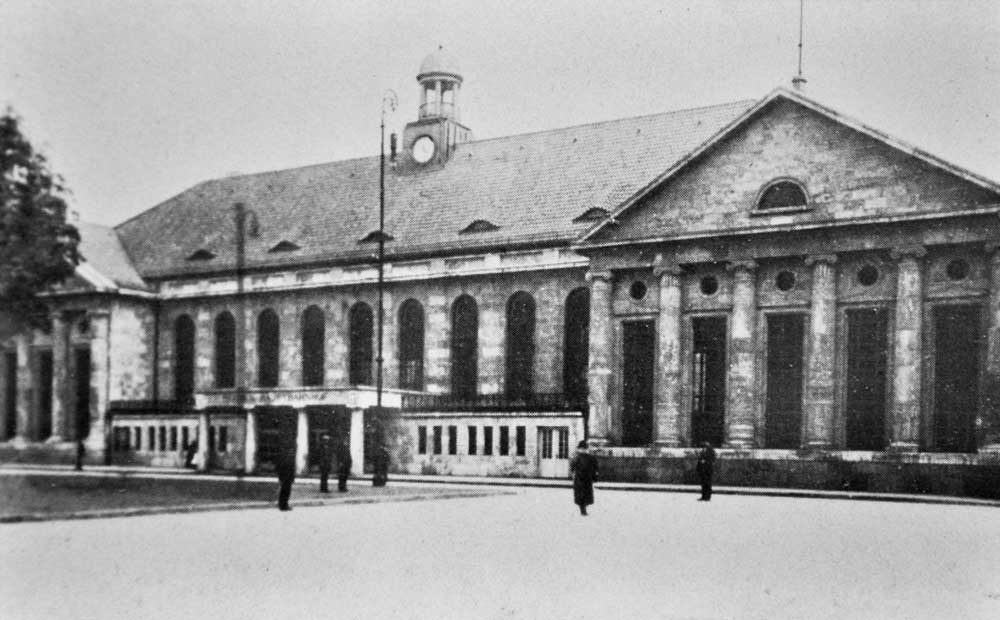
Der Bahnhof 1920
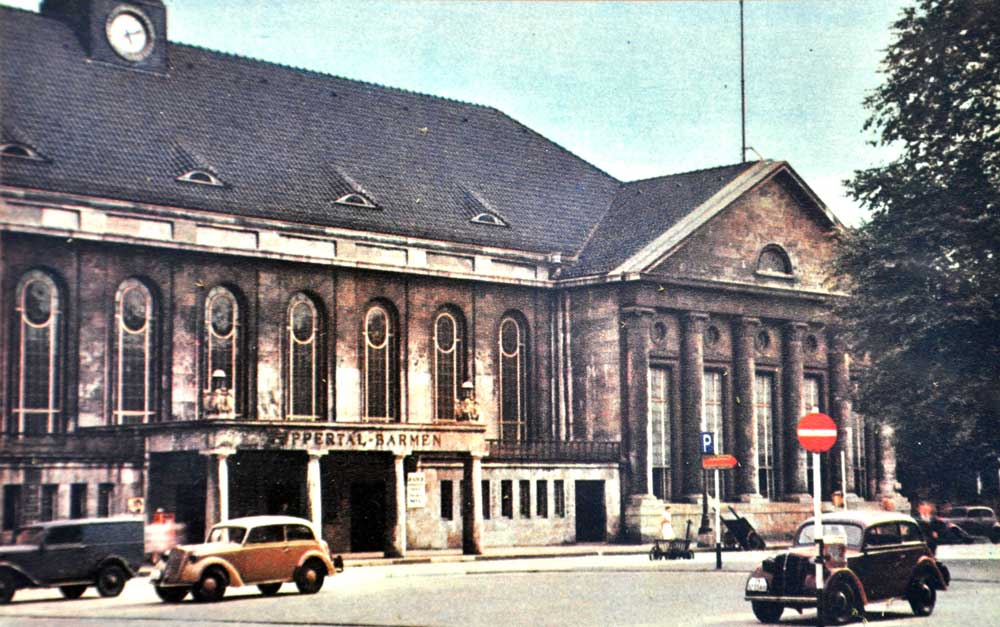
Farbbild 1930
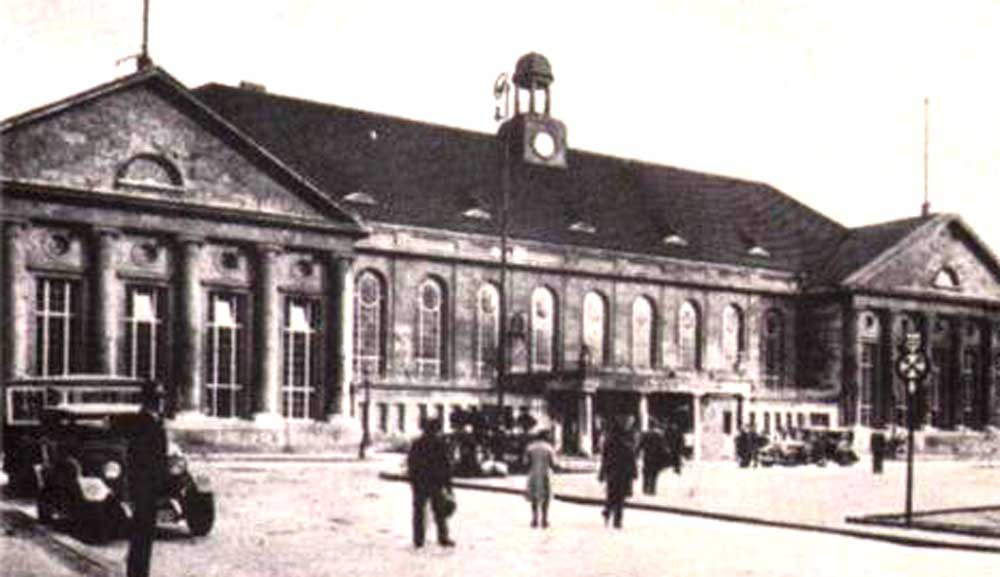
Vor dem Zweiten Weltkrieg
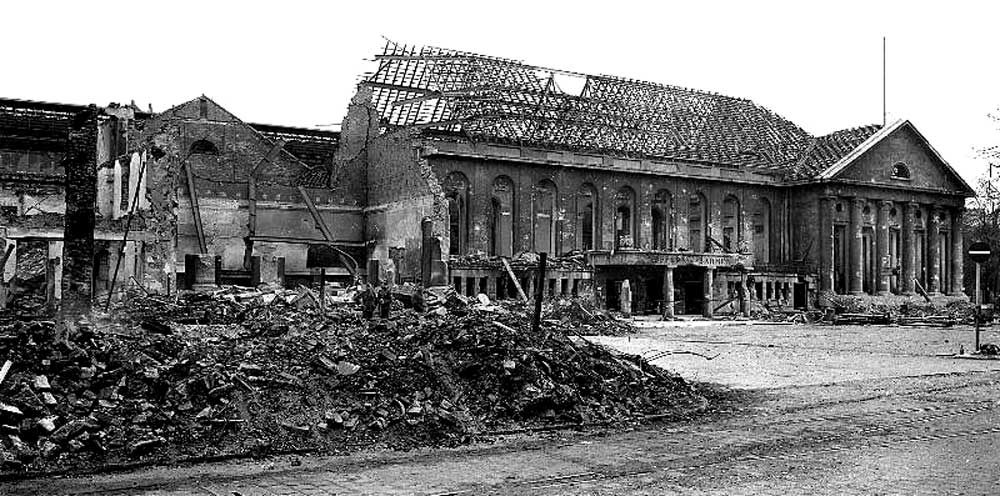
Nach dem Luftangriff 1943

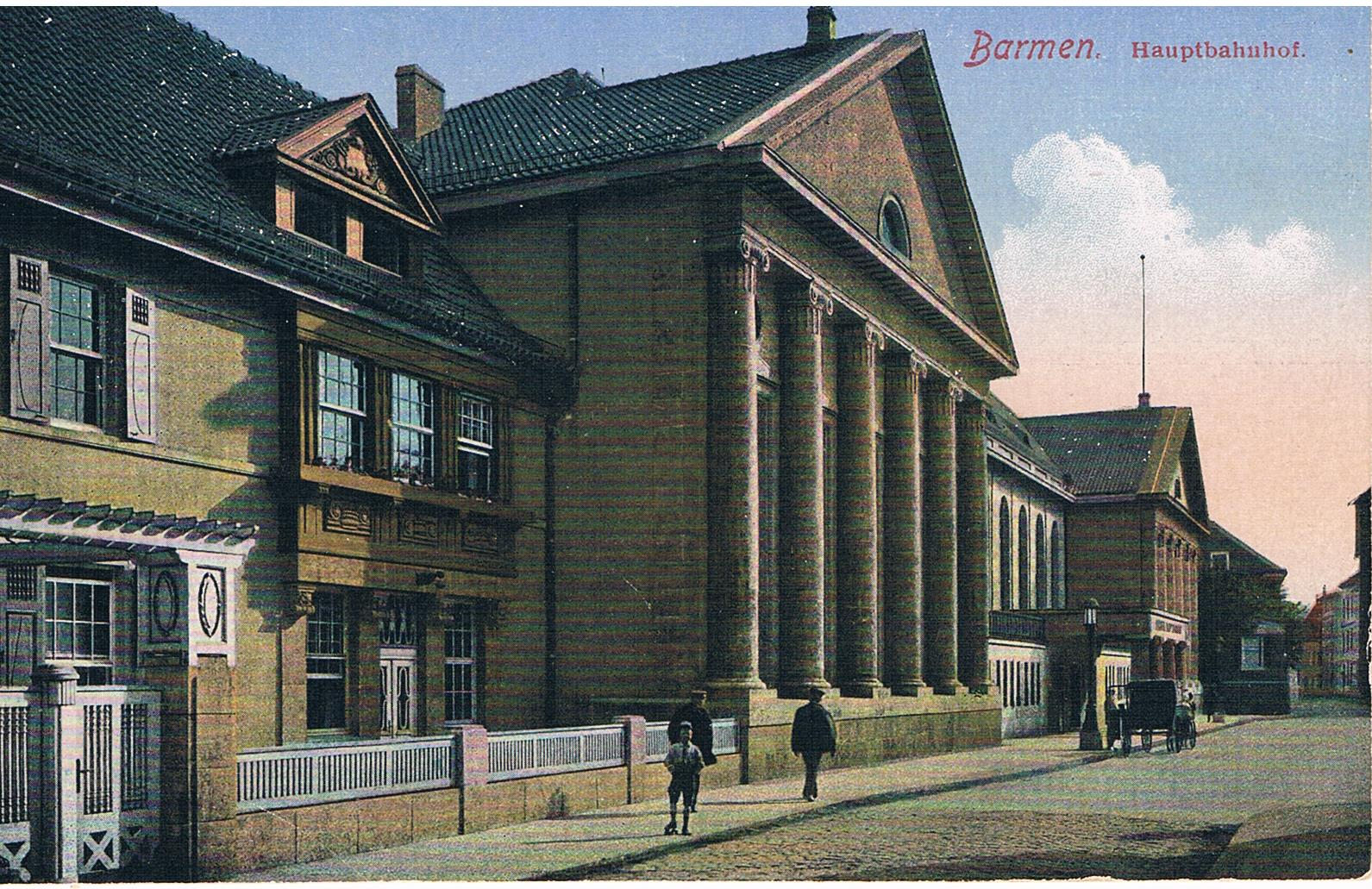
Barmer Bahnhof um 1925

Das heute nur teilweise erhaltene Empfangsgebäude an der Winklerstraße entstand von Oktober 1911 an in zweijähriger Bauzeit und wurde am 10. Oktober 1913 der Öffentlichkeit übergeben.
Dem Bau lagen Pläne des ranghohen preußischen Baubeamten Alexander Rüdell zu Grunde, der in leitender Stellung bei den Eisenbahnabteilungen des preußischen Ministeriums der öffentlichen Arbeiten tätig war.
Die Ausführung lag in den Händen der Regierungsbaumeister Johannes Ziertmann und Eduard Behne bei der Eisenbahndirektion Elberfeld.
Im Zweiten Weltkrieg wurde bei dem schweren Luftangriff auf Wuppertal-Barmen in der Nacht vom 29. auf den 30. Mai 1943 auch das Gebäude des Barmer Bahnhofs stark beschädigt und sein linker Flügel komplett zerstört.

### Nutzung des Empfangsgebäudes seit 1991

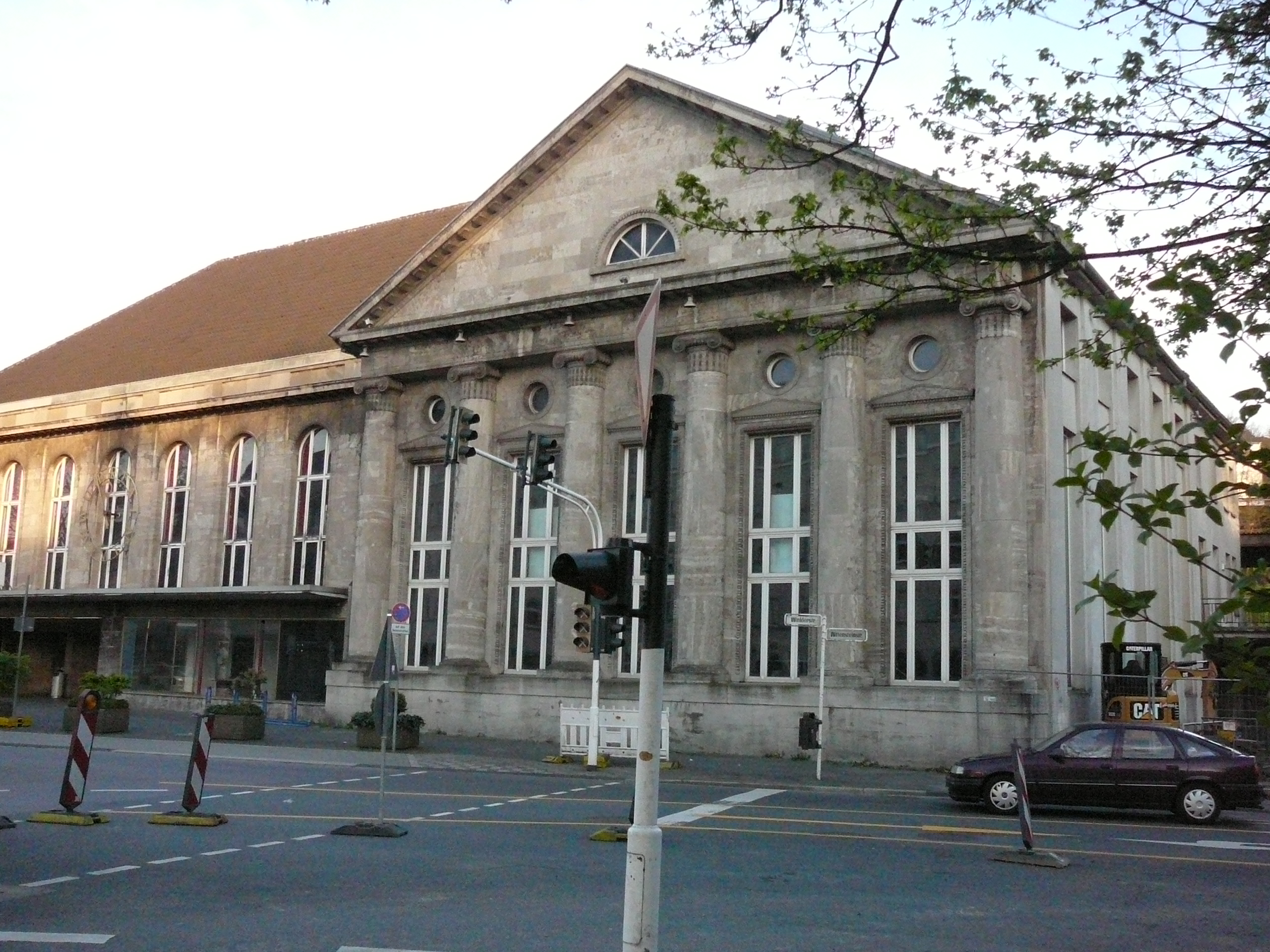
Westliche Ansicht, 2008

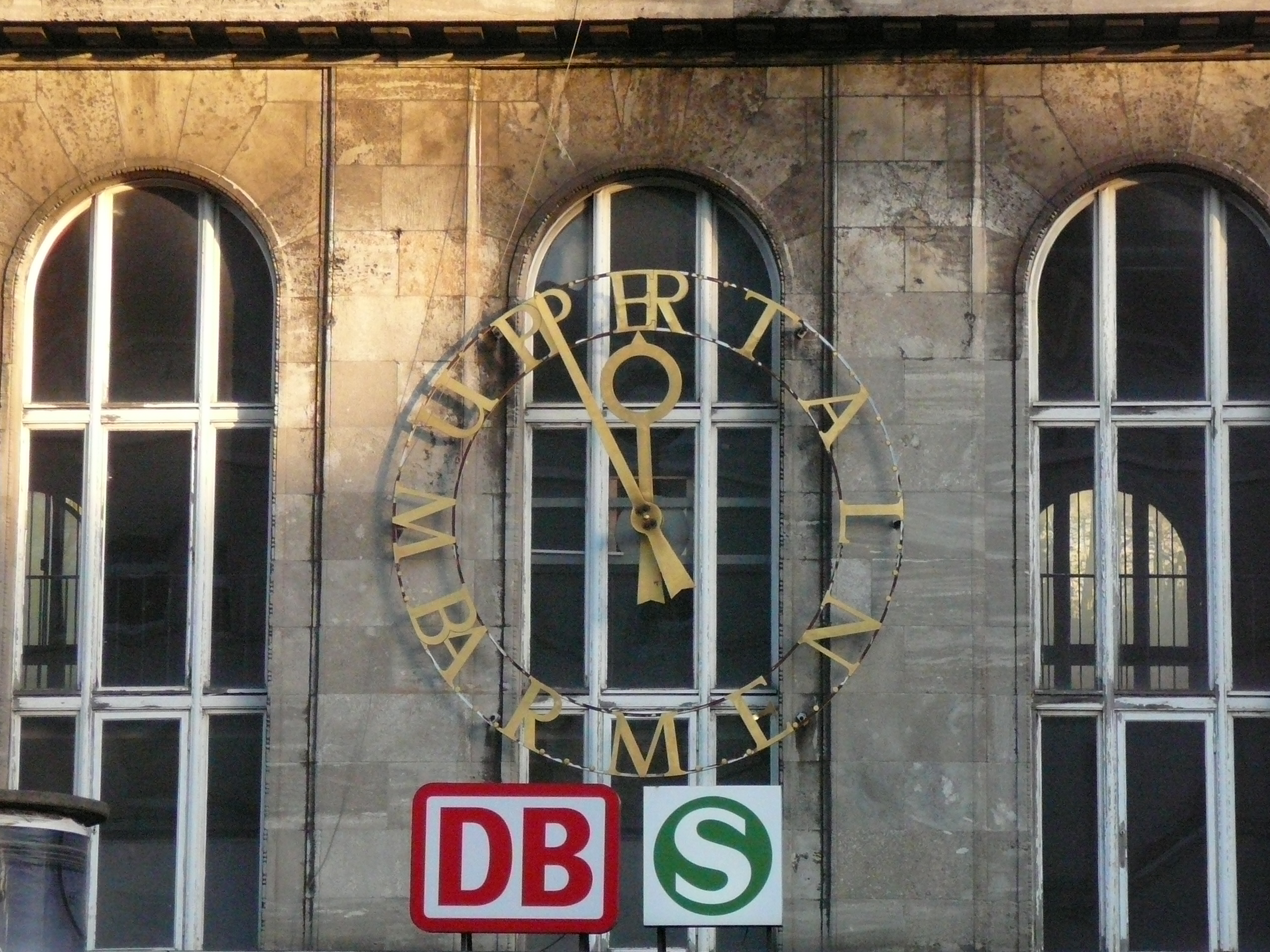
Die Uhr des Bahnhofs, 2008

Das Empfangsgebäude wurde am 1. Juli 1988 unter Denkmalschutz gestellt. Im März 1991 eröffnete eine Gaststätten- und Veranstaltungsgesellschaft mit Alfred Biolek an der Spitze die Diskothek Barmer Bahnhof in den Räumen. In den 1990er Jahren war sie eine der größten im Tal. Aufgrund von Brandschutzauflagen, die mit hohen Investitionen verbunden waren, musste im Juni 2001 der Betrieb eingestellt werden.
Ende 2007 zeichnet sich eine Entwicklung in dem nun lange ungenutzten Gebäude ab. Nach dem Konzept eines Investors soll dort eine gehobene Gastronomie angesiedelt werden. Nach einem Jahr Verhandlung wird der Investor für rund eine halbe Million Euro die Immobilie übernehmen und nach seinen Schätzungen rund zwei Millionen in den Umbau investieren. Ende Januar 2008 gab es aber Unsicherheit über die Zukunft dieses Projektes, die Westdeutsche Zeitung will an Informationen gekommen sein, dass der Investor insolvent sei.
Am 25. August 2008 kaufte der Wiener Opernsänger Kurt Rydl den Barmer Bahnhof für 540.000 Euro. Bauliche Maßnahmen an der Fassade sowie im Innenraumbereich sollten den Bahnhof wieder ansehnlich machen. Für die Räumlichkeiten war ein Restaurant der gehobeneren Klasse geplant, außerdem wurden Mieter aus kunstnahen Bereichen gesucht. Der Kiosk Jos. Linz & Sohn sollte ebenfalls erhalten bleiben, zumal der Besitzer der Schwager des Käufers ist.
Am 8. Dezember 2008 lud der neue Besitzer zur Pressebesichtigung in den Barmer Bahnhof ein. Dabei verriet Rydl, dass er den Bahnhof ohne genaue Kenntnis über das Gebäude gekauft habe. Nur der Nähe zum Opernhaus Wuppertal, des Bahnbetriebes und der familiären Beziehung wegen hätte er sich für den Kauf entschieden. Die sichtbaren Arbeiten am Dach, dem Absperrzaun zu den Gleisen und die Rodung des kleinen Baumbestandes waren nur die ersten Schritte hin zu einem Kulturbahnhof. Jedoch habe Rydl keine Eile bei seinem Vorgehen eine hochwertige Gastronomie einzurichten sowie die 600 m² im Obergeschoss eventuell zu einer kleinen Spielstätte der Wuppertaler Bühnen umzubauen. Die Brandschutzbestimmungen, welche der Grund für die Schließung der ehemaligen Disko von Alfred Biolek war, ließen jedoch höchstens 199 Zuschauer zu.
Für das Jahr 2010 war die Wiedereröffnung der im westlichen Gebäudeteil gelegenen Veranstaltungsräume geplant. Der Betreiber sollte der Bochumer Catering-Dienstleister eßkapade sein. Anfang November 2010 stand fest, dass Martina Steimer ihr im Rex-Theater geschlossenes Forum Maximum im Barmer Bahnhof fortsetzen würde. Am 7. Februar 2011 wurde das neue Forum Maximum im Barmer Bahnhof feierlich eröffnet; unter den 600 Gästen war auch der Wuppertaler Oberbürgermeister Peter Jung. Schon am 28. Februar 2011 wurde bekannt, dass Steimer und Rydl ihre Kooperation wegen finanzieller Differenzen nicht fortführen.
Seit September 2011 laufen hier unter der Leitung eines neuen Betreibers Veranstaltungen im gehobenen Segment (Disco, Live-Events).

## Heutige Nutzung
Der Bahnhof Wuppertal-Barmen wird derzeit von folgenden Linien des Schienenpersonennahverkehrs bedient:
| Linie | Verlauf | Takt                                                                                     | Betreiber             |
| ----- | --- | ---------------------------------------------------------------------------------------- | --------------------- |
| RE 4  | Wupper-Express: Aachen Hbf – Aachen Schanz – Aachen West – Herzogenrath – Kohlscheid (einzelne Züge) – Übach-Palenberg – Geilenkirchen – Lindern – Hückelhoven-Baal – Erkelenz – Rheydt Hbf – Mönchengladbach Hbf – Neuss Hbf – Düsseldorf-Bilk – Düsseldorf Hbf – Wuppertal-Vohwinkel – Wuppertal Hbf – Wuppertal-Barmen – Wuppertal-Oberbarmen – Schwelm – Ennepetal (Gevelsberg) – Hagen Hbf – Wetter (Ruhr) – Witten Hbf – Dortmund Hbf Stand: Fahrplanwechsel Dezember 2023 | 60 min                                                                                   | National Express      |
| RE 13 | Maas-Wupper-Express: Venlo – Kaldenkirchen – Breyell – Boisheim – Dülken – Viersen – Mönchengladbach Hbf – Neuss Hbf – Düsseldorf-Bilk – Düsseldorf Hbf – Wuppertal-Vohwinkel – Wuppertal Hbf – Wuppertal-Barmen – Wuppertal-Oberbarmen – Schwelm – Ennepetal (Gevelsberg) – Hagen Hbf – Schwerte (Ruhr) – Holzwickede – Unna – Bönen – Hamm (Westf) Hbf Stand: Fahrplanwechsel Dezember 2023 | 60 min                                                                                   | eurobahn              |
| RB 48 | Rhein-Wupper-Bahn: Wuppertal-Oberbarmen – Wuppertal-Barmen – Wuppertal Hbf – Wuppertal-Vohwinkel – Haan-Gruiten – Haan – Solingen Hbf – Leichlingen – Opladen – Leverkusen-Manfort – Köln-Mülheim – Köln Messe/Deutz – Köln Hbf – Köln West – Köln Süd – Hürth-Kalscheuren – Brühl – Sechtem – Roisdorf – Bonn Hbf – Bonn UN Campus – Bonn-Bad Godesberg – Bonn-Mehlem Stand: Fahrplanwechsel Dezember 2021 | 30 min (W-Oberbarmen–Köln) 30 (HVZ)/60 min (Köln–Bonn Hbf) 60 min (Bonn Hbf–Bonn-Mehlem) | National Express Rail |
| S 7   | Der Müngstener: Wuppertal Hbf – W-Unterbarmen – W-Barmen – W-Oberbarmen – W-Ronsdorf – RS-Lüttringhausen – RS-Lennep – Remscheid Hbf – RS-Güldenwerth – SG-Schaberg – Solingen Mitte – SG-Grünewald – Solingen Hbf Stand: Fahrplanwechsel Dezember 2023 | 20 min (wochentags) 30 min (Wochenenden/Feiertage)                                       | RheinRuhrBahn         |
| S 8   | Hagen Hbf – HA-Wehringhausen – HA-Heubing – HA-Westerbauer – Gevelsberg-Knapp – Gevelsberg Hbf – Gevelsberg-Kipp – Gevelsberg West – Schwelm – Schwelm West – W-Langerfeld – W-Oberbarmen – W-Barmen – W-Unterbarmen – Wuppertal Hbf – W-Steinbeck – W-Zoologischer Garten – W-Sonnborn – W-Vohwinkel – Haan-Gruiten – Hochdahl-Millrath – Hochdahl – Erkrath – D-Gerresheim – D-Flingern – Düsseldorf Hbf – D-Friedrichstadt – D-Bilk – D-Völklinger Straße – D-Hamm – NE Rheinpark-Center – NE Am Kaiser – Neuss Hbf – Büttgen – Kleinenbroich – Korschenbroich – MG-Lürrip – Mönchengladbach Hbf Stand: Fahrplanwechsel Dezember 2023                                | 30 min 60 min (Hagen–Oberbarmen) 20 min (Oberbarmen–M’gladbach wochentags)               | DB Regio              |
| S 9   | Recklinghausen Hbf – Herten (Westf) – Gladbeck West – Bottrop-Boy – Bottrop Hbf – E-Dellwig Ost – E-Gerschede – E-Borbeck – E-Borbeck Süd – Essen West – Essen Hbf – E-Steele – E-Überruhr – E-Holthausen – E-Kupferdreh – Velbert-Nierenhof – Velbert-Langenberg – Velbert-Neviges – Velbert-Rosenhügel – Wülfrath-Aprath – W-Vohwinkel – W-Sonnborn – W-Zoologischer Garten – W-Steinbeck – Wuppertal Hbf – W-Unterbarmen – W-Barmen – W-Oberbarmen – W-Langerfeld – Schwelm West – Schwelm – Gevelsberg West – Gevelsberg-Kipp – Gevelsberg Hbf – Gevelsberg-Knapp – HA-Westerbauer – HA-Heubing – HA-Wehringhausen – Hagen Hbf Stand: Fahrplanwechsel Dezember 2023 | 60 min                                                                                   | DB Regio              |

### Innerstädtische ÖPNV-Anbindung

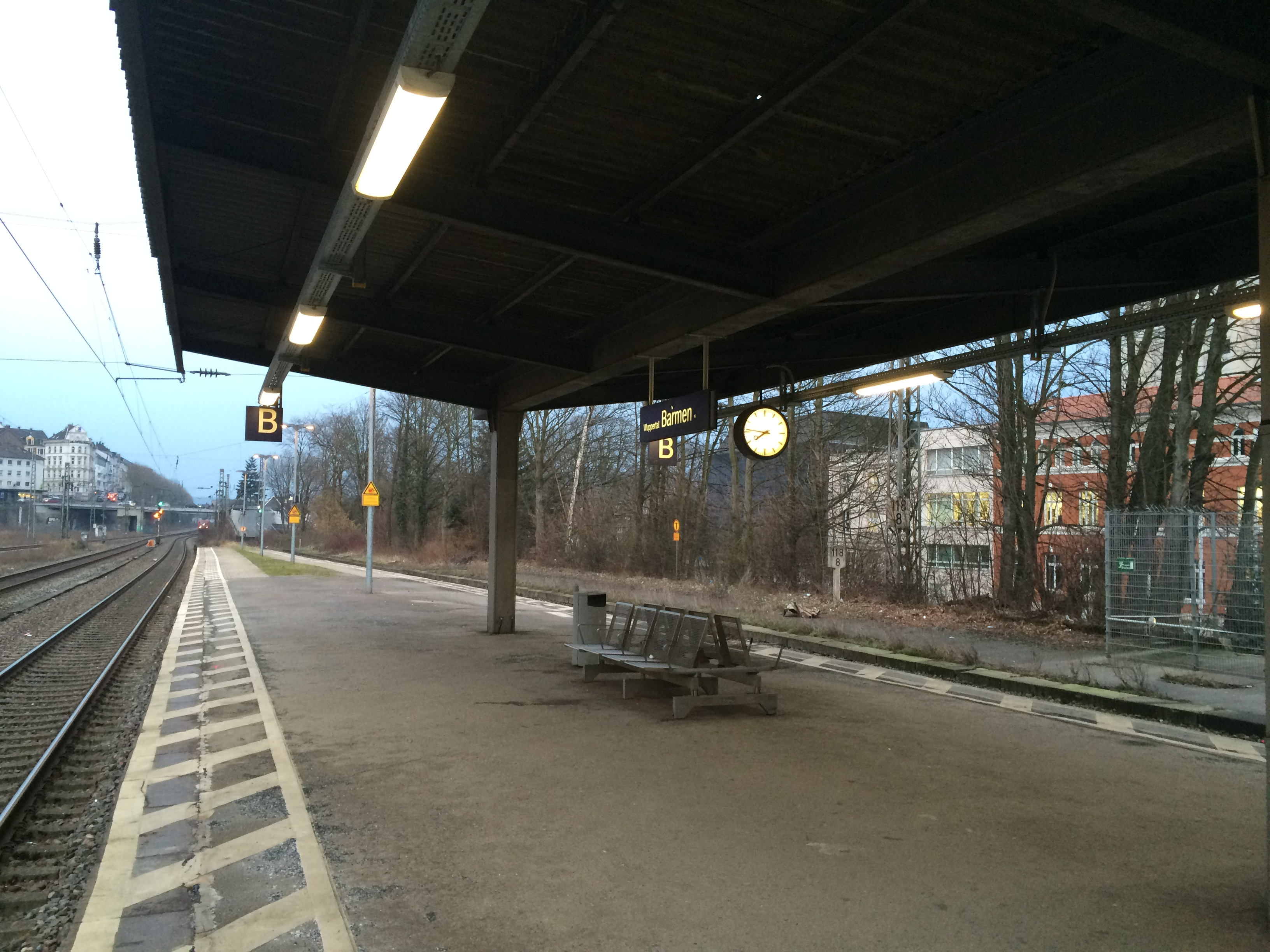
Bahnsteig

- die unten angegebenen Taktzeiten beziehen sich auf die Hauptverkehrszeiten von montags bis freitags
- zu den genaueren Linienbänden der Busse und NachtExpresse siehe auch: WSW mobil / VER
- alle Linien verkehren – zumindest in eine Richtung – über den fußläufig erreichbaren Barmer Verkehrsknotenpunkt Alter Markt, wo sich die Barmer Innenstadt mit der Hauptgeschäftsstraße Werth und der Schwebebahnhaltestelle Alter Markt befindet

| Linienr.                                                                                | Richtung                                                                            | Bussteig | Bemerkung |
| --------------------------------------------------------------------------------------- | ----------------------------------------------------------------------------------- | -------- | --- |
| CityExpress:                                                                            |                                                                                     |          | |
| CE 61                                                                                   | W-Barmen, Alter Markt                                                               | Bstg. 6  | Stündlich, nur 6-8 Uhr und 12-18 Uhr 5 Minuten Fußweg |
| CE 61                                                                                   | W-Ronsdorf, Am Stadtbahnhof                                                         | Bstg. 5  | Stündlich, nur 6-8 Uhr und 12-18 Uhr |
| StadtLinien:                                                                            |                                                                                     |          | |
| 332                                                                                     | Hattingen Mitte über Niedersprockhövel                                              | Bstg. 3  | stündlich |
| 608                                                                                     | Ennepetal Bbf über Schwelm und W-Langerfeld                                         | Bstg. 1  | alle 30 Minuten; die Fahrten, die in W-Langerfeld an der Dieselstraße Schleife enden, starten in Barmen erst an der nahegelegenen Haltestelle Alter Markt, dort bilden sie einen Taktfahrplan mit den halbstündlich vom Bahnhof Barmen kommenden Fahrten, sodass ab der Haltestelle Alter Markt ein 10-Minuten-Takt erreicht wird. |
| 611                                                                                     | W-Katernberg Birkenhöhe Schl. über Hbf                                              | Bstg. 4  | alle 30 Minuten |
| 611                                                                                     | W-Heckinghausen Lenneper Str.                                                       | Bstg. 6  | alle 20 Minuten |
| 614                                                                                     | W-Rott Eichenstr.                                                                   | Bstg. 1  | alle 30 Minuten, in der Schulzeit nicht zwischen 8 Uhr und 11 Uhr, in den Schulferien nur abends halbstündig |
| 617                                                                                     | W-Katernberg Am Eckbusch über Raukamp Schl.                                         | Bstg. 7  | Stündlich, nicht sonntags |
| 624                                                                                     | W-Wichlinghausen Sternenberg über Wichlingh. Markt                                  | Bstg. 1  | alle 20 Minuten |
| 627                                                                                     | W-Uellendahl Raukamp Schl./Velbert-Neviges Markt/Bf. über Dönberg und Bf Rosenhügel | Bstg. 7  | im Taktangebot mit Linie 617 und 637 alle 20 Minuten bis Raukamp Schleife, nach Betriebsschluss der Linie 617 und 637 alle 30 Minuten, nach Velbert-Neviges stündlich |
| 628                                                                                     | W-Elberfeld Hamburger Treppe über Hbf                                               | Bstg. 5  | alle 20 Minuten, ab 20:30 Uhr nur bis W-Elberfeld Hauptbahnhof |
| 628                                                                                     | W-Barmen Sedanstraße über Schützenstr.                                              | Bstg. 6  | alle 20 Minuten |
| 632                                                                                     | W-Nächstebreck Hölker Feld Schl. über Wichlingh. Markt                              | Bstg. 1  | alle 20 Minuten |
| 637                                                                                     | Velbert-Nierenhof Bbf über Raukamp Schl., Dönberg und Velbert-Langenberg Bf         | Bstg. 7  | stündlich, Taktangebot bis Raukamp Schleife mit Linie 617 und 627 |
| 640                                                                                     | W-Barmen Klinikum Barmen Clausenhof                                                 | Bstg. 4  | alle 20 Minuten |
| 640                                                                                     | W-Ronsdorf Echoer Straße über Toelleturm und Ronsdorf Markt                         | Bstg. 6  | alle 20 Minuten |
| 644                                                                                     | W-Barmen Richard-Strauss-Allee                                                      | Bstg. 8  | alle 30 Minuten, nicht nach 19:30 Uhr |
| 644                                                                                     | W-Hatzfeld Windhornstraße über Schützenstr.                                         | Bstg. 9  | alle 30 Minuten, nach 19:30 Uhr von Bstg. 7 |
| NachtExpress: (verkehren stündlich in den Nächten auf Samstage, Sonntage und Feiertage) |                                                                                     |          | |
| NE5                                                                                     | W-Langerfeld Markt                                                                  | Bstg. 6  | über W-Heckinghausen, Rückfahrt über W-Oberbarmen Bf |
| NE5                                                                                     | W-Elberfeld Hbf                                                                     | Bstg. 4  | über B7 |
| NE8                                                                                     | W-Beyenburg Grünental                                                               | Bstg. 3  | über W-Oberbarmen Bf |